# Álvaro Robles (Tischtennisspieler)
Álvaro Robles (* 29. April 1991 in Huelva) ist ein spanischer Tischtennisspieler. Er gewann Silber mit Ovidiu Ionescu im Herren-Doppel bei der Tischtennisweltmeisterschaft 2019 in Budapest. Er ist Linkshänder und verwendet die europäische Shakehand-Schlägerhaltung.

## Werdegang
Robles begann im Alter von 9 Jahren mit dem Tischtennissport. Zunächst spielte er beim spanischen Verein AD Hispanidad. 2015 war er das erste Mal international zu sehen, so nahm er unter anderem an den Zagreb Open teil, wo er sich im Halbfinale jedoch Tan Ruiwu beugen musste.
Außerdem war er in der deutschen Tischtennis-Bundesliga zu sehen, dabei spielte er bis zur Saison 2016/17 für den Verein ASV Grünwettersbach. 2016 wurde er für die Europameisterschaft nominiert, das Finale bei den ITTF Challenge Series im selben Jahr konnte er gegen Can Akkuzu gewinnen. Bei den Qatar Open 2017 traf er schon im Achtelfinale auf Fan Zhendong, welches er 0:4 verlor. Im selben Jahr wechselte er zum TTC Schwalbe Bergneustadt.
Außerdem vertrat er sein Land bei den Weltmeisterschaften in Düsseldorf, bei welchen er im Mixed zusammen mit Galia Dvorak das Duo Omar Assar und Dina Meshref schlug. Die Qatar Open 2018 verliefen nicht sehr erfolgreich für Robles, da er schon in der Qualifikation auf Topspieler traf, so unter anderem Wang Chuqin. Im Jahr 2019 war er deutlich häufiger auf internationaler Bühne zu sehen, so auch bei den Europameisterschaften, etwas unglücklich schied er gegen Simon Gauzy aus. Zudem nahm er an den Korea Open teil, sowie beim Hainmaster Grand Prix, wo der Spanier Joo Se-hyuk schlagen konnte.
2019 wurde er spanischer Meister.

## Turnierergebnisse
| Verband | Veranstaltung              | Jahr | Ort                 | Land                | Einzel       | Doppel        | Mixed         | Team      |
| ------- | -------------------------- | ---- | ------------------- | ------------------- | ------------ | ------------- | ------------- | --------- |
| ESP     | Europaspiele               | 2015 | Baku                | Aserbaidschan       |              |               |               | 9. Platz  |
| ESP     | Europaspiele               | 2019 | Minsk               | Belarus             | letzte 32    | Viertelfinale |               |           |
| ESP     | Weltmeisterschaft          | 2009 | Yokohama            | Japan               | keine Teiln. |               | letzte 128    |           |
| ESP     | Weltmeisterschaft          | 2014 | Tokio               | Japan               |              |               |               | 17. Platz |
| ESP     | Weltmeisterschaft          | 2015 | Suzhou              | Volksrepublik China | letzte 128   | letzte 32     |               |           |
| ESP     | Weltmeisterschaft          | 2016 | Kuala Lumpur        | Malaysia            |              |               |               | 29. Platz |
| ESP     | Weltmeisterschaft          | 2017 | Düsseldorf          | Deutschland         | letzte 128   | letzte 64     | Viertelfinale |           |
| ESP     | Weltmeisterschaft          | 2018 | Halmstad            | Schweden            |              |               |               | 33. Platz |
| ESP     | Weltmeisterschaft          | 2019 | Budapest            | Ungarn              | letzte 128   | Silber        | letzte 32     |           |
| ESP     | Europameisterschaft        | 2013 | Schwechat           | Österreich          | keine Teiln. | Qual.         |               |           |
| ESP     | Europameisterschaft        | 2015 | Jeketarinburg       | Russland            | letzte 64    |               |               |           |
| ESP     | Europameisterschaft        | 2016 | Budapest            | Ungarn              | letzte 32    |               | letzte 32     |           |
| ESP     | Europameisterschaft        | 2017 | Luxemburg           | Luxemburg           |              |               |               | 9. Platz  |
| ESP     | Europameisterschaft        | 2018 | Alicante            | Spanien             | letzte 32    | Viertelfinale | Viertelfinale |           |
| ESP     | Europameisterschaft        | 2019 | Nantes              | Frankreich          |              |               |               | 9. Platz  |
| ESP     | Jugend-Weltmeisterschaft   | 2008 | Madrid              | Spanien             | keine Teiln. | letzte 32     | letzte 64     |           |
| ESP     | Jugend-Weltmeisterschaft   | 2009 | Cartagena de Indias | Kolumbien           | keine Teiln. | letzte 64     |               |           |
| ESP     | Jugend-Europameisterschaft | 2007 | Bratislava          | Slowakei            | letzte 128   | letzte 16     | letzte 64     | 19. Platz |
| ESP     | Jugend-Europameisterschaft | 2009 | Prag                | Tschechien          |              |               | letzte 64     |           |